# Джафарова, Севда Ширин кызы
Севда Ширин кызы Джафарова (азерб. Cəfərova Sevda Şirin qızı; род. 27 марта 1965, Баку) ― советский и азербайджанский врач, педиатр, реаниматолог, неонатолог. Кандидат медицинских наук, региональный медицинский координатор Организации Объединённых Наций по Азербайджану, член Комиссии Министерства здравоохранения Азербайджанской Республики по изучению развития и смерти детей и подростков, медицинский директор референс-группы Медицинский центр Лейла, член Совета директоров.

## Биография
Севда Ширин кызы Джафарова родилась 27 марта 1965 года в городе Баку в семье учителя.
В 1982 году окончила с золотой медалью школу имени Михаила Мушфика № 18. В период 1982—1988 годов училась на педиатрическом факультете Азербайджанского медицинского института и окончила его с отличием. Училась в аспирантуре с 1988 по 1990 год в Институте перинатологии АМН СССР, факультет неонатологии и клинической интернатуры.
В 1994—1997 годах была докторантом НИИ педиатрии имени К. Ю. Фараджова и успешно защитила кандидатскую диссертацию.
Замужем, имеет троих детей и внука. Свободно владеет азербайджанским, русским и английским языками.

## Карьера
Начала свою карьеру в отделении интенсивной терапии Бакинской больницы скорой медицинской помощи в качестве оперативной медсестры в период 1985—1987 годов. В период 1988—1990 годов переехала в Россию и работала клиническим ординатором в реанимационном отделении Центрального института перинатологии. В связи с нехваткой кадров на родине Севда Джафарова вернулась в Азербайджан и с 1990 по 1992 год работала инспектором по охране здоровья детей и подростков Главного управления здравоохранения города Баку. С 1992 по 1994 год работала врачом-реаниматологом в реанимационном отделении Республиканской детской клинической больницы. Защитив кандидатскую диссертацию в 1997 году, до 1999 года работала врачом-реаниматологом.
Затем в 1998—2004 годах она перешла в частный сектор здравоохранения и начала работать педиатром в службе экстренной медицинской помощи «MediClub». Также была заведующей отделением неонатологии частной клиники акушерства и гинекологии имени Лейлы Шихлинской.
В 2017—2018 годах Севда Джафарова была назначена генеральным директором службы экстренной медицинской помощи «MediClub». В 2018 году начала работать старшим советником корпоративного отдела Республиканского медико-диагностического центра. А с марта 2019 года она является медицинским директором Медицинского центра Лейла и членом Совета директоров.
Севда Джафарова успешно представляла Азербайджан на медицинских конгрессах международного значения во многих странах мира и была награждена различными международными сертификатами.

## Награды
- В 2016 году награждена нагрудным знаком «Отличник здравоохранения» Министерством здравоохранения Азербайджанской Республики.
- В 2017 году награждена почетным дипломом Госдепартамента США за участие в качестве преподавателя в программе здоровья «SABIT»[3].

## Научные статьи
- Джафарова С. Ш. Состояние осморегуляции у новорожденных с внутричерепным кровоизлиянием. Краткое содержание книги, (III Региональный конгресс педиатров Центральной Азии и Турции с международным участием), Алматы, 23-27 сентября, с.186.
- Джафарова С. Ш. Дискриминация по осмолярности как стандарт для тяжелых состояний новорожденных с внутричерепным кровоизлиянием (Международный конгресс педиатров) 12-17 октября 1996 г., с. 842, Тегеран
- Джафарова С. Ш. Нарушения осмотического гомеостаза при неонатальном кровотечении и метод его коррекции инфузией, Краткое содержание книги (IV Региональный конгресс педиатрических обществ тюркоязычных стран с международным участием), 21-25 сентября 1997 г., Баку, с. 122
- Джафарова С. Ш. Об осморегуляторной функции почек у новорожденных с внутричерепным кровоизлиянием, Краткое содержание книги (IV Региональный конгресс педиатрических обществ тюркоязычных стран с международным участием), 21-25 сентября, с. 129
- Джафарова С. Ш. Нарушения осмогомеостаза у недоношенных новорожденных. Азербайджанский медицинский журнал, 1997 N 4, с. 32-35
- Джафарова С. Ш. Оптимизация инфузионной терапии новорожденных с внутричерепным кровоизлиянием. Краткое содержание книги (Научная конференция педиатров). Республика Азербайджан. п. 30-32
- Джафарова С. Ш. Ультразвуковое исследование почек у новорожденных. Краткое содержание книги. (Научная конференция педиатров). Республика Азербайджан. п. 32-35
- Джафарова С. Ш. Комбинация клинико-осмометрических и нейросонографических показателей как степень тяжести первентрикулярного кровоизлияния у новорожденных, Азербайджанский медицинский журнал, 1997, N5, с. 32-35